# 何冰
何冰（1968年4月26日—），北京人，中国男演员。中央戏剧学院表演系毕业，国家一级演员。北京人民艺术剧院演员。

## 作品列表

### 话剧作品
- 《李白》 饰 贺十三 （1991）
- 《虎符》 饰 侯嬴 （1992）
- 《鸟人》 饰 黄毛 （1993）
- 三爷（2009）
- 《情痴》 饰 埃迪（1995）
- 《北京大爷》 饰 德文满（B制） （1995）
- 《鱼人》 饰 李三，钓神之子 （1997）
- 《雨过天晴》 饰 某男（1998）
- 《非常麻将》 饰 老四（2000）
- 《风月无边》 饰 蒲松龄 （2000）
- 《狗儿爷涅盘》 饰 苏连玉 （B制）
- 《万家灯火》 饰 赵家宝 （B制）
- 《茶馆》 饰 刘麻子、小刘麻子
- 《赵氏孤儿》 饰 程婴（2003）
- 《北街南院》 饰演 杨子（2003）
- 《刺客》 饰 豫让（2007）
- 《窝头会馆》 饰 苑国钟（2009）
- 《喜剧的忧伤》 饰 编剧（2011）
- 《天鹅之歌》 饰 提词员（2012）
- 《小井胡同》 饰 石掌柜（2013）

### 电影作品
- 《甲方乙方》 饰演 梁子
- 《洗澡》 饰演 何壮
- 《十二公民》 饰演 陆刚（八号陪审员）
- 2017年，《我是马布里》饰演 郑亚雷

### 电视剧作品
- 1994年，《三国演义》／饰：诸葛恪
- 1995年，《无悔追踪》／饰：孙焕章
- 《盛世華衣》／饰：周鐵灰
- 1996年，《东周列国春秋篇》／饰：鲁庄公
- 1997年，《抉擇》／饰：吳寶柱
- 1998年，《找不著北》／饰：張樺林
- 1999年，《南方有嘉木》／饰：吳升
- 《閑人馬大姐》／饰：朱孔陽
- 2000年，《一手托两家》／饰：靳得为
- 《紫气东来》／饰：画三儿
- 《缘分的天空》／饰：贺乾熙
- 2001年，《我这一辈子》／饰：赵二（成年）
- 《沉浮》／饰：林希亮
- 《空镜子》／饰：翟志刚
- 《筒子楼》／饰：白五
- 《候车大厅》／饰：刘某
- 《交锋》／饰：丘武
- 2002年，《隐姓埋名》／饰：孔立帅
- 《真情到永远》／饰：楚亚军
- 《党员马大姐》／饰：民警
- 《各就各位之爱情演习》／饰：丁克
- 《南宋传奇之蟋蟀宰相》／饰：贾似道
- 《爱如风过》／饰：丁锋
- 2003年，《浪漫的事》／饰：吴德利
- 2004年，《我的兄弟姐妹》／饰：齊憶苦
- 2005年，《嘉慶皇帝》／饰：和珅
- 《大宋提刑官》／饰：宋慈
- 《敌后武工队》／饰：魏強
- 王爷到／饰：五王爷
- 2011年，《老爸的爱情》／饰：盛利
- 2015年，《神机妙算刘伯温》／饰：刘基（刘伯温）
- 2015年，《抗倭英雄戚继光》／饰：嘉靖皇帝（大明世宗朱厚熜）
- 2015年，《傻柱》／饰：何雨柱
- 2015年，《传奇大掌柜》／饰：厉秋辰
- 2017年，《白鹿原》／饰：鹿子霖
- 2018年，《陽光下的法庭》／饰：韩志成
- 2019年，《芝麻胡同》／饰：嚴振聲
- 2021年，《刘墉追案》／饰：刘墉
- 2022年，《分界线》／饰：于超
- 2023年，《春日暖阳》／饰：陈姜戈 (客串)
- 2024年，《向前一步》(兼任總導演)／饰：鄭向陽
- 2024年，《多大点事儿》／饰：杜满堂
- 2025年，《真心英雄》／饰：刘平安
- 2025年，《刑警的日子》／饰：魏杰
- 待播，《太阳出来了》
- 待播，《张謇》／饰：张謇

### 情景喜剧作品
- 1993年，《我爱我家》／饰：胡三
- 1998年，《中國餐館》／饰：张小京
- 2001年，《东北一家人》／饰：侯文杰

### 小品作品
- 1996年央视春节联欢晚会三地小品《一个钱包》（上海版）饰李四

### 綜藝節目
- 2017年在《超次元偶像》中擔任導師

### 网络短片
- 2020年，《后浪》中朗诵者，哔哩哔哩青年励志片，引起较大争议

## 获奖
- 第32届“飞天奖”优秀男员奖[1]